# Dialium kunstleri
Dialium kunstleri är en ärtväxtart som beskrevs av David Prain. Dialium kunstleri ingår i släktet Dialium och familjen ärtväxter.

## Underarter
Arten delas in i följande underarter:
- D. k. kunstleri
- D. k. trifoliolatum